# Thessaly Lerner
Thessaly Lerner é uma atriz e dubladora de vários jogos de videogame. Ela é mais conhecida por fazer a voz da enfermeira Lisa Garland no jogo de survival horror e terror psicológico de 1999, Silent Hill, para PlayStation, e Silent Hill 3 para PlayStation 2. Também dublou uma das aparências de Evie em Paladins